# 香港澳洲國際學校

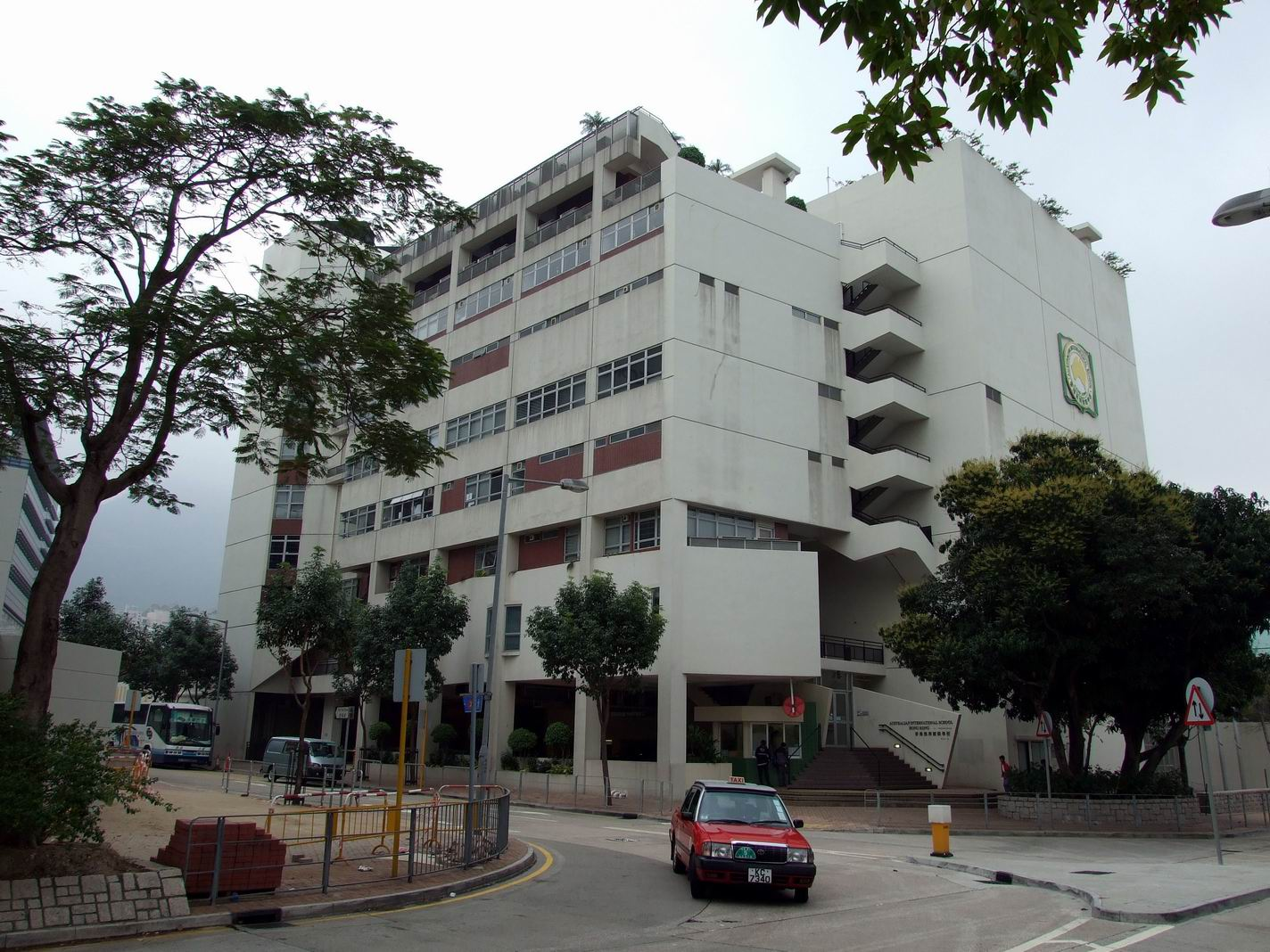
校舍西面

香港澳洲國際學校（英語：Australian International School Hong Kong，縮寫：AISHK）是一間位于香港九龍九龍城區的國際學校，採取新南威爾斯的教育制度，最高年級（中學五年級至中學六年級）的學生可以選擇修讀高等中學畢業證書HSC課程或者國際文憑IB課程。

## 校舍

### 歷史
香港澳洲國際學校建於1995年2月。初時的校舍是位于九龍塘113號界限街。沒久，該校舍遷入槍會山軍營內原英軍小學校舍，當時的它只是一間小學，提供小一至小六的教學課程。從此，學校每年就新增一級更高的年級；表說，1998年提供至中二課程，1999年提供至中三課程。1998年，校舍又搬過去九龍塘羅福道3號、前英軍聖佐治學校校舍。1998年下半年，因當時的校舍未提供多元化及完整的設備，加上政府決定將該校用地一分為五（其中一幅用地重建為此校永久校舍），校舍便臨時轉移到長沙灣東京街5號。直到2001年9月，於聖佐治學校舊址東南部重建的永久校舍完工，學校便提供到全面的課程，即幼兒園至中六課程。2009年，學校進行頂層擴建工程。

### 設施
AISHK校舍高10層，並擁有以下設施：有一個人造草的室外足球場，兩個體育室，一個多元化的禮堂及一個在天台的25米游泳池。而此校由擅長設計國際學校的香港建築教育學者劉秀成設計，曾於2001年獲得香港建築師學會銀牌獎。

## 外部連結
- 校網 （页面存档备份，存于）

## 著名校友
- 鄭融 - 香港女歌手